# Lebowakgomo
Lebowakgomo – miasto, zamieszkane przez 35 087 ludzi (2011), w Republice Południowej Afryki, w prowincji Limpopo.
Miasto założono w 1974 roku dla czarnej ludności, do miasta przeniesiono także z Seshego stolicę bantustanu Lebowa. Lebowakgomo przeżywało gwałtowny rozwój w latach 80. XX wieku.
Nazwa pochodzi z narzecza Sepedi, Lebowa „północny”' + Kgomo „krowa”.
Obok poprzedniej stolicy, Seshego, oraz miasta Mahwelereng było jedynym miastem w całym bantustanie. Jest położone dwa km od miejscowości Mokopane.
Rejon miasta ma charakter rolniczy.